# VAV
VAV (hangul: 브이에이브이, skrót od Very Awesome Voice) – południowokoreański boysband k-popowy utworzony przez wytwórnię A Team Entertainment w 2015 roku. Zespół zadebiutował 2 listopada 2015 roku wydając pierwszy minialbum pt. Under the Moonlight, w siedmioosobowym składzie: St.Van, Baron, ACE, Jacob, Xiao, Zehan i Gyeoul.
W 2016 roku z zespołu odeszli członkowie Xiao i Zehan (w grudniu). 25 stycznia 2017 roku Gyeoul opuścił grupę, aby skupić się na karierze solowej. Zespół powrócił 18 lutego 2017 roku z trzema nowymi członkami: Ayno, Lou oraz Ziu.
Nazwa ich oficjalnego fanklubu to Vampz.

## Członkowie

### Obecni
- St.Van (세인트반) – lider, główny wokalista
- Baron (바론) – główny tancerz
- Ace (에이스) – wokal prowadzący, tancerz prowadzący
- Ayno (에이노) – główny raper, główny tancerz, wokal
- Jacob (제이콥) – raper, wokal
- Lou (로우) – główny raper
- Ziu (지우) – główny wokal, maknae

### Byli
- Xiao (샤오) – raper, wokal
- Zehan (제한) – tancerz prowadzący, raper, wokal
- Gyeoul (겨울) – wokal prowadzący

## Dyskografia

### Minialbumy
- Under the Moonlight (2015)
- Brotherhood (2016)
- No Doubt (repackage, 2016)
- Spotlight (2018)
- Thrilla Killa (2019)
- Poison (2019)
- Made For Two (2020)

### Single
- „Under the Moonlight” (2015)
- „Brotherhood” (2016)
- „No Doubt” (노답) (2016)
- „Here I Am” (겨울잠) (2016)
- „Venus (Dance With Me)” (비너스) (2017)
- „Flower (You)” (2017)
- „ABC (Middle Of The Night)” (2017)
- „She's Mine” (2017)
- „Spotlight” (2018)
- „Gorgeous” (예쁘다고) (2018)
- „Señorita” (2018)
- „So In Love” (2018)
- „Give me more” (2019)